# Girls’ Generation
A Girls’ Generation (koreaiul 소녀시대, Szonjoside, japánul 少女時代, Sódzsodzsidai, nyugaton Sonyeoshidae, gyakori rövidítése SNSD vagy 소시 SoShi [SzoSi]) eredetileg kilenctagú dél-koreai popegyüttes, mely 2007-ben debütált az S.M. Entertainment menedzselésében, és az egyik legnépszerűbb koreai lányegyüttessé nőtte ki magát.
A Girls’ Generation 2012-ig kiadott három koreai stúdióalbumot, három koreai mini-albumot, egy japán albumot és több kislemezt. 2009-es slágerük, a Gee tartja a rekordot a KBS Music Bank slágerlistáján, mint a leghosszabb ideig toplistavezető dal, kilenc héten át. Az együttes 2010 végén debütált Japánban a Tell Me Your Wish (Genie) és a Gee japán változatával.
2014 szeptemberében az S.M. Entertainment bejelentette, hogy Jessica Jung többé nem tagja az együttesnek. Az ügynökség és az énekesnő közötti feszültséget vélhetően az énekesnő magánvállalkozása okozta. A Girls’ Generation nyolc taggal folytatja tovább.

## Tagok
| Név      | Név    | Születési név   | Születési név | Születési idő        | Pozíció          |
| Latin    | Hangul | Magyaros        | Hangul        | Születési idő        | Pozíció          |
| -------- | ------ | --------------- | ------------- | -------------------- | ---------------- |
| Taeyeon  | 태연   | Kim Thejon      | 김태연        | 1989. március 9.     | vezető, főénekes |
| Sunny    | 써니   | I Szungju       | 이순규        | 1989. május 15.      | énekes           |
| Tiffany  | 티파니 | Stephanie Hwang | 스테파니 황   | 1989. augusztus 1.   | főénekes         |
| Hyoyeon  | 효연   | Kim Hjojon      | 김효연        | 1989. szeptember 22. | főtáncos         |
| Yuri     | 유리   | Kvon Juri       | 권유리        | 1989. december 5.    | táncos           |
| Sooyoung | 수영   | Cshö Szujong    | 최수영        | 1990. február 10.    | táncos           |
| Yoona    | 윤아   | Im Juna         | 임윤아        | 1990. május 30.      | táncos           |
| Seohyun  | 서현   | Szo Dzsuhjon    | 서주현        | 1991. június 28.     | főénekes         |

### Korábbi tagok
| Név     | Név    | Születési név | Születési név | Születési idő     | Pozíció  |
| Latin   | Hangul | Magyaros      | Hangul        | Születési idő     | Pozíció  |
| ------- | ------ | ------------- | ------------- | ----------------- | -------- |
| Jessica | 제시카 | Jessica Jung  | 제시카 정     | 1989. április 18. | főénekes |

## Diszkográfia
Stúdióalbum (koreai)
- 2007: Girls' Generation
- 2010: Oh!
- 2011: The Boys
- 2013: I Got a Boy
- 2015: Lion Heart
- 2017: Holiday Night
- 2022: Forever 1

Stúdióalbum (japán)
- 2011: Girls' Generation
- 2012: Girls & Peace
- 2013: Love & Peace

Stúdióalbum (angol)
- 2012:  The Boys

Középlemezek (koreai)
- 2009: Gee
- 2009: Tell Me Your Wish (Genie)
- 2010: Hoot
- 2014: Mr.Mr.